# Athetis mendosa
Athetis mendosa là một loài bướm đêm trong họ Noctuidae.